# 主街 (德累斯顿)
主街（Hauptstraße）是德累斯顿最重要的步行街。1946年曾改名解放路（Straße der Befreiung），1991年恢复原名。

## 位置

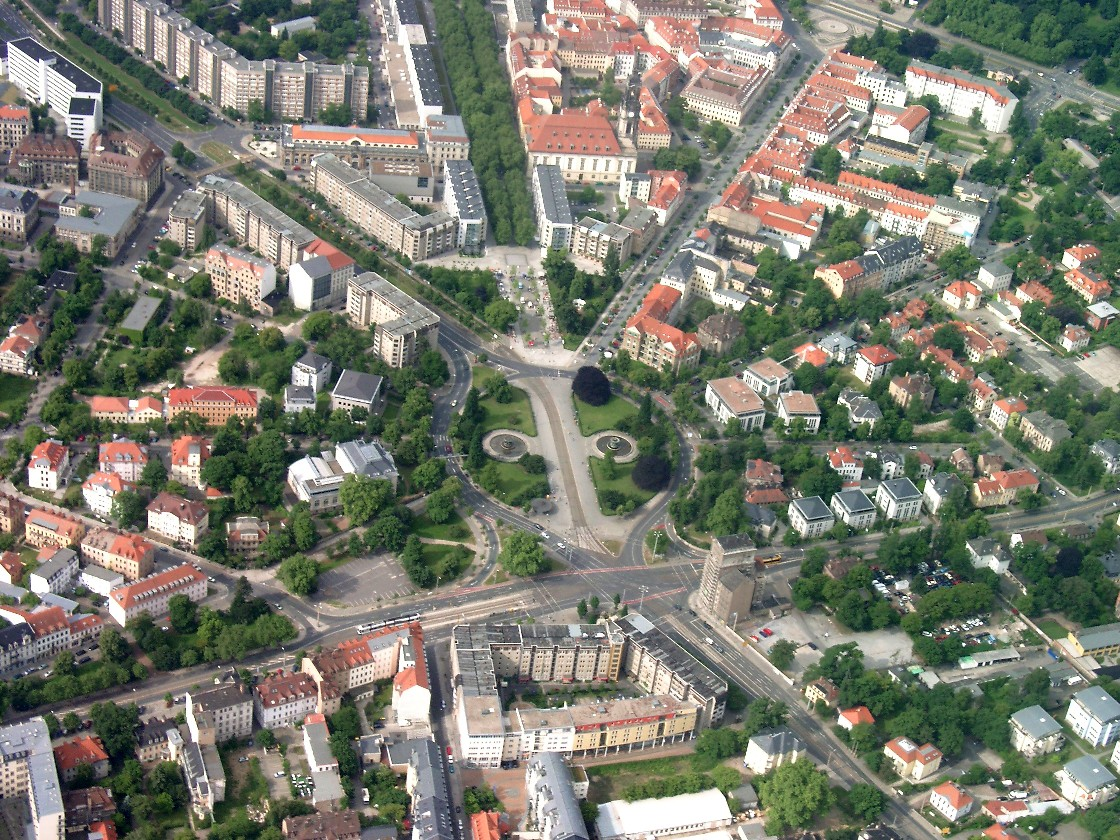
阿尔伯特广场

主街的南北两端连接新城市场广场与阿尔伯特广场，是奥古斯都大桥的延伸，内新城的核心。主街全线为步行街， 只在三皇教堂与两条小街交叉。至于西、东两侧的国王街和阿尔伯特街，全都交汇于阿尔伯特广场。

## 历史
主街兴建于1687年至1732年，作为德累斯顿最重要的街道，向北到黑门（今日阿尔伯特广场）。街道长400米，在新城市场处宽57米，黑门处宽38米。1732年，这条街种植了两行椴树。而原来的三皇教堂也配合道路工程拆除重建。
主街的旧建筑大部分毁于1945年德累斯顿轰炸。但是，这条街的重建被置于旧城区之后，1974年至1980年才开始进行。

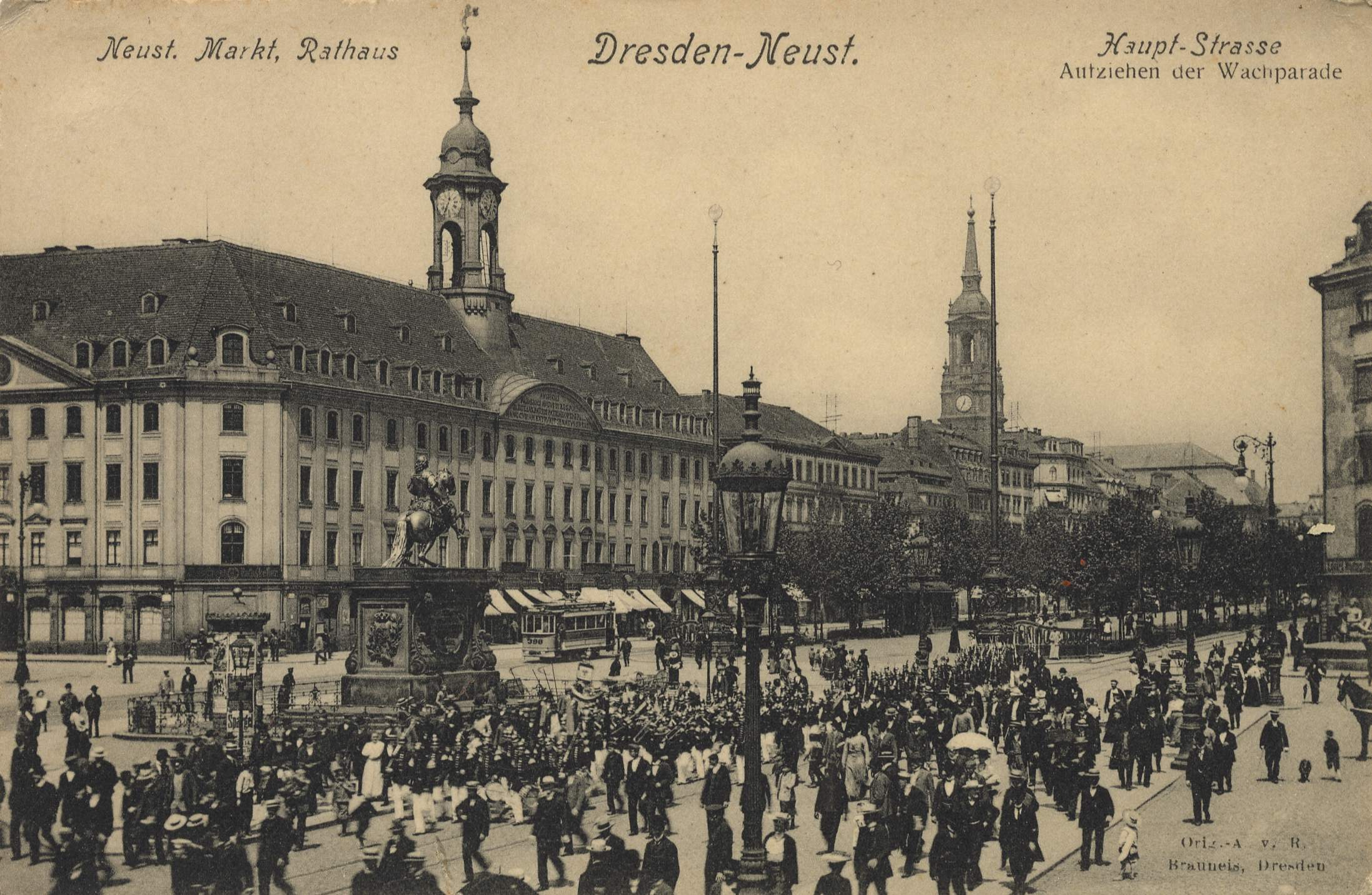
1900年的新城市场
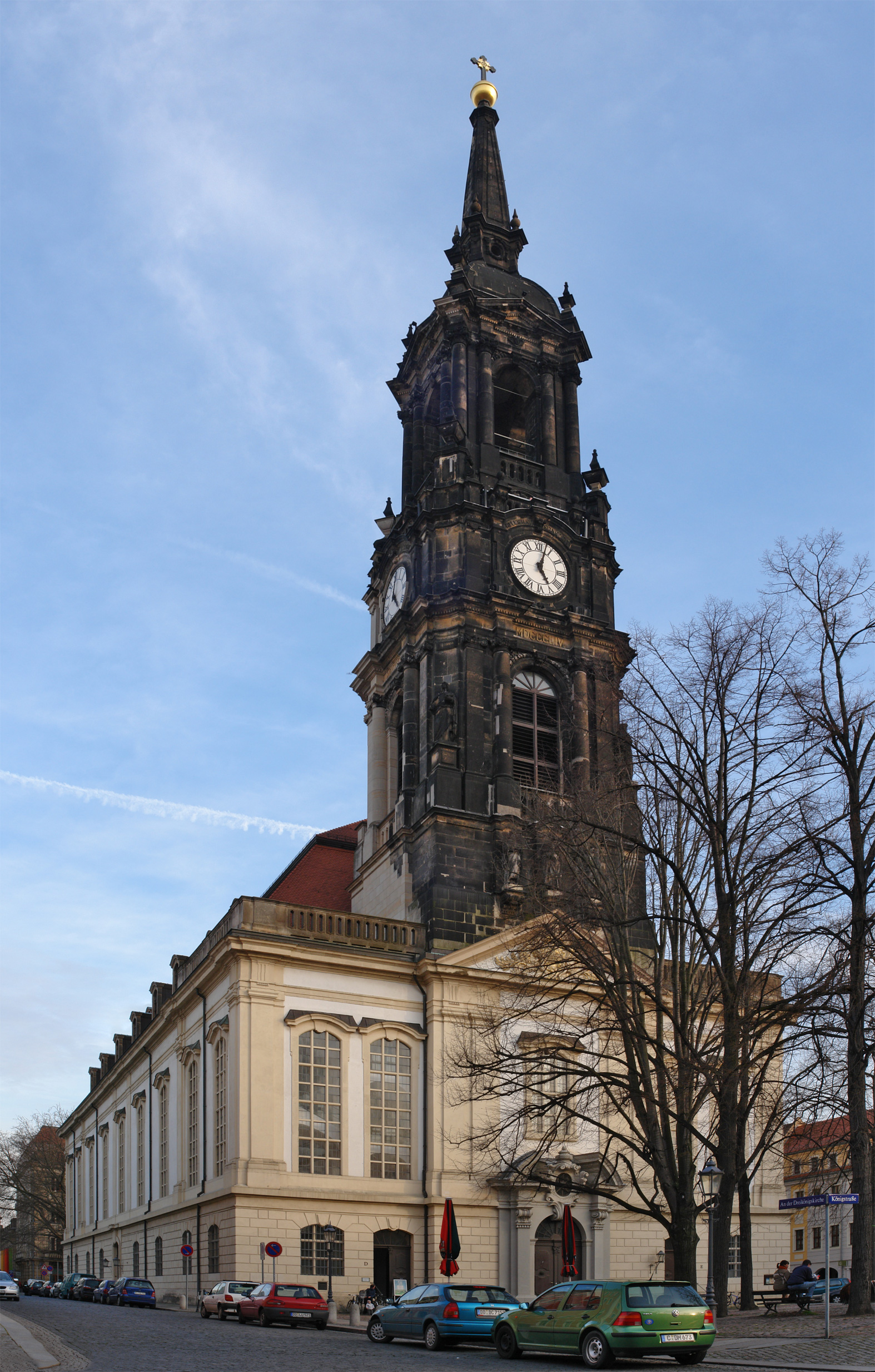
三皇教堂
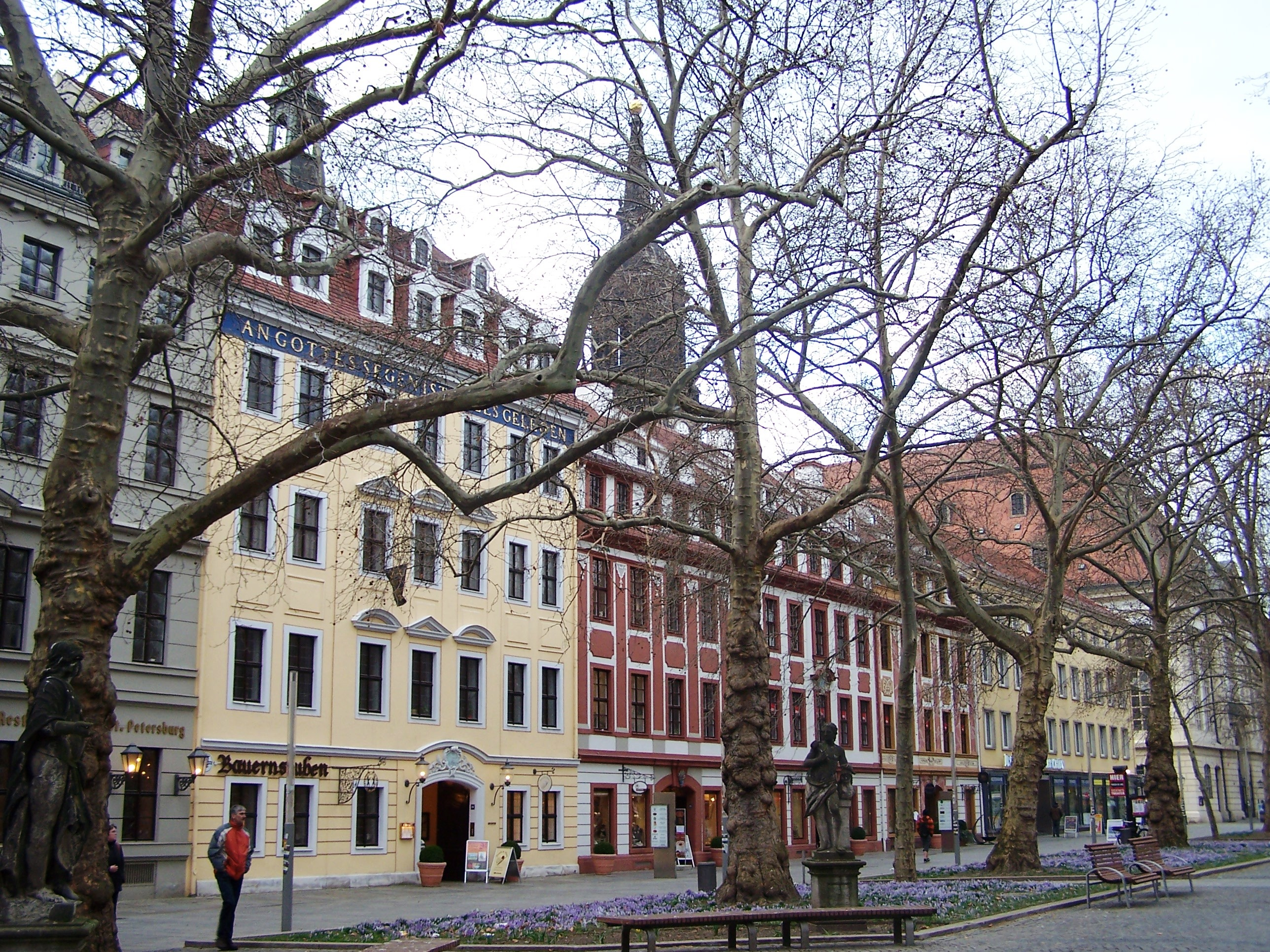
德累斯顿浪漫主义博物馆
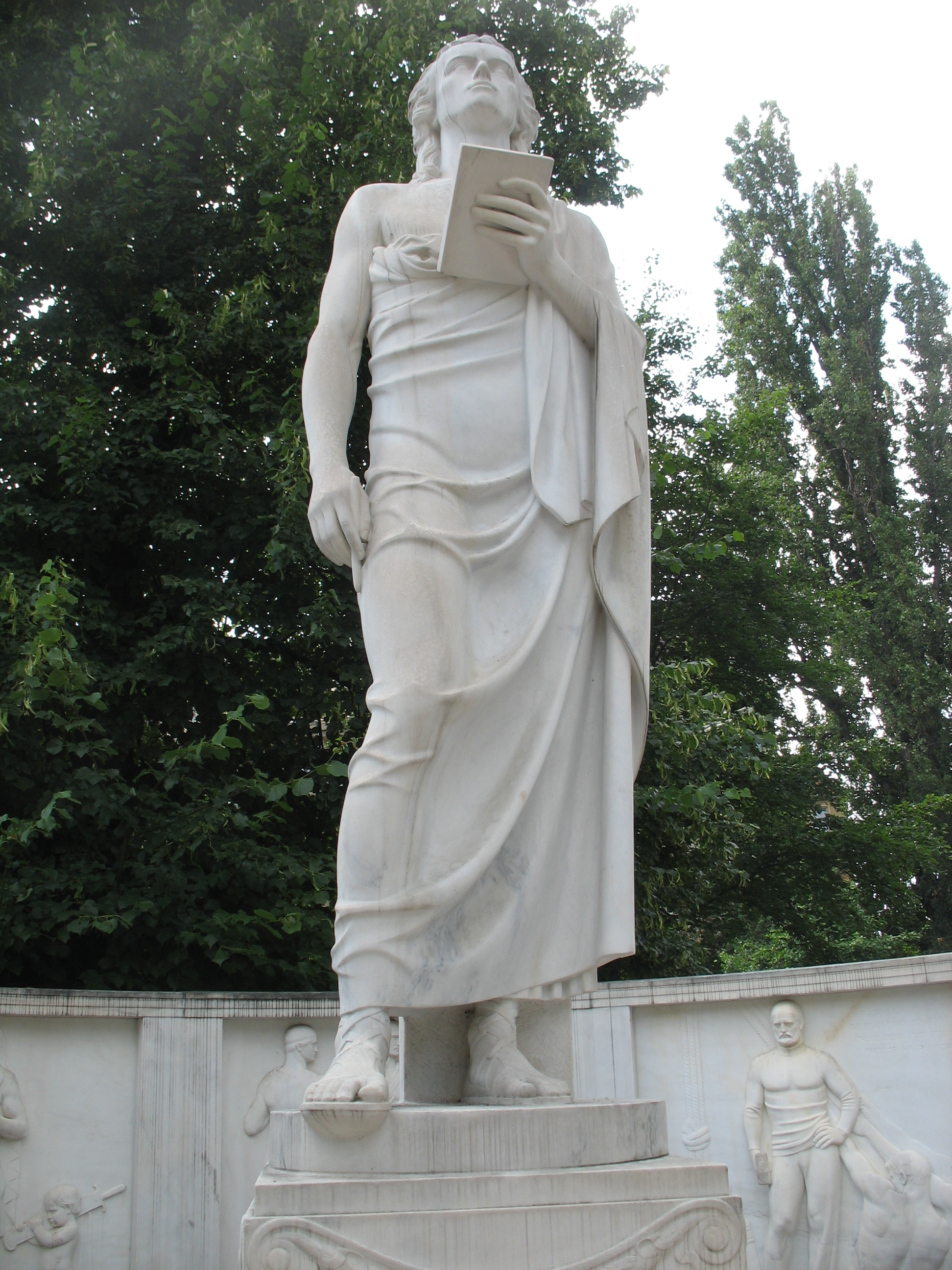
席勒像